# Índice metabólico basal
El Índice Metabólico Basal, o por sus siglas IMB, es un sistema empleado para calcular cual es el requerimiento energético mínimo para un ser humano para poder mantenerse vivo.
Este índice intenta aproximar la cantidad de kilocalorías diarias necesarias para mantener funcionando el cuerpo del individuo.
Para calcular el valor de éste índice se utiliza la Ecuación de Harris-Benedict, que recibe como parámetros el sexo, edad, estatura y peso, el detalle de la ecuación es el siguiente:
Hombres {\displaystyle 66+(13.75*Peso)+(5.08*Talla)-(6.78*Edad)}
Mujeres {\displaystyle 655+(9.56*Peso)+(1.85*Talla)-(4.68*Edad)}
El peso está dado en kilogramos, la talla en centímetros y la edad en años.